# Morellàs i les Illes
Morellàs i les Illes ([muɾə'ʎazilə'ziʎəs], Maureillas-las-Illas en francès) és una comuna nord-catalana de la comarca del Vallespir. Al llarg dels segles xix i xx ha integrat en una sola unitat comunal les antigues independents de Morellàs, les Illes, Riunoguers, Sant Martí de Fenollar i la Selva.

## Etimologia

### Morellàs
Segons Joan Coromines, l'origen de Morellàs s'ha d'anar a buscar en la colonització romana, en la llengua llatina. Concretament, en el nom propi de Maurelianum, documentat el 1011, relacionat amb maurus (tal vegada pel nom d'un legionari maurità instal·lat en aquest lloc en el moment de llicenciar-se.de l'exèrcit romà. Les formes documentades al llarg de la història són Maurallar (1147), Maurelanis (1233), Maurelans (1310), Maurellans (1354) i Maurellàs (1395). El tancament en o del diftong de la síl·laba inicial és posterior.

### Les Illes
Joan Coromines explica que el topònim les Illes deriva del llatí insŭla, en plural, però no en la seva accepció original (porció de terra voltada d'aigua), sinó en una extensió més tardana del significat del mot (terra fèrtil vora un curs d'aigua), que correspon exactament a la realitat geogràfica del poble de les Illes, al fons de la vall, prop de la Ribera de les Illes.

### Riunoguers
Tot i que a primera vista, el nom del poble sembla un compost de les paraules riu i noguer o noguera, és a dir, una vall drenada per un riu on abunden les nogueres, no és ben bé així. Joan Coromines explica explica a l'Onomasticon Cataloniae que si bé el primer formant és clarament riu, del riuus llatí, el segon no és el que dona el nom de la noguera, sinó amnis naucaria, contret en naucaria ja en llatí mateix, que indicava el transport de troncs d'arbres lligats entre ells i barranquejats riu avall. Avalen aquesta tesi, segons el mateix Coromines, les diferents formes documentades del poble i la seva vall: villa de Rivonugario (974), Noagario (possible error per Naogario) i Rium Nogarium (982), etc.

### Sant Martí de Fenollar
La primera part del topònim es deu al fet que l'església del poble, antiga parròquia, està dedicada a sant Martí. Joan Coromines n'explica la segona part pel fet que en aquest lloc prové d'uns batans que hi havia a la Roma, moguts per les aigües d'aquest riu. És significativa la forma villas fǔllōnĭcas, que aclareix el fet que el nom del poble vingui d'aquesta activitat industrial.

### La Selva
L'etimologia del nom d'aquest poble és tan clara que, tot i que l'esmenta, a penes mereix una frase explicatòria de Joan Coromines, a l'Onomasticon Cataloniae: la Selva ve del llatí sǐlva, bosc.

## Geografia

Situació de la comuna de Morellàs i les Illes en el Vallespir

### Localització i característiques generals del terme
Morellàs i Les Illes és una extensa comuna de 420.900 hectàrees (203.000 de l'antic terme de Morellàs, 147.100 del de les Illes i 70.800 del de Riunoguers), situada a prop del límit est de la comarca. Ès fruit de la fusió de dues antigues comunes independents: la de Morellàs i la de les Illes, les quals anteriorment ja havien fusionat també els antics termes de Riunoguers, Sant Martí de Fenollar i la Selva. El conjunt és un vast territori, amb terreny molt accidentat, que va des del vessant nord-est del Puig de les Pedrisses (nom empordanès), o Pic de les Salines (nom vallespirenc), fins al Pertús, a l'est del Pic del Priorat, a la frontera amb la Serra de l'Albera. La comuna és limítrof amb els pobles sud-catalans de Maçanet de Cabrenys, la Vajol, Agullana i La Jonquera i els pobles nord-catalans de Ceret, Sant Joan de Pladecorts, el Voló, les Cluses i el Pertús. A més de les fronteres naturals, les fites transfrontereres del número 554 al 566 estableixen els límits entre les comarques del Vallespir i de l'Alt Empordà i, per tant, entre els dos estats veïns.
El punt més alt és el Pic de les Salines (1320 m), que serveix de límit entre Ceret, les Illes i Maçanet de Cabrenys. Tota la zona és molt boscosa, amb un predomini de l'alzina, la surera i el castanyer. El poble és travessat de sud a nord per la Ribera de les Illes, que es converteix en la Ribera de Morellàs i desemboca en el Tec al Voló, amb la unió amb la Roma poc abans de la desembocadura en el Tec. Recull també tot d'altres petits afluents, còrrecs i recs, vinguts des de Riunoguers i el vessant nord de la carena dels Pirineus axials.
Termes municipals limítrofs:
| Sant Joan de Pladecorts | El Voló             |                      |
| Ceret                   |                     | Les Cluses El Pertús |
| Maçanet de Cabrenys     | La Vajol / Agullana | La Jonquera          |

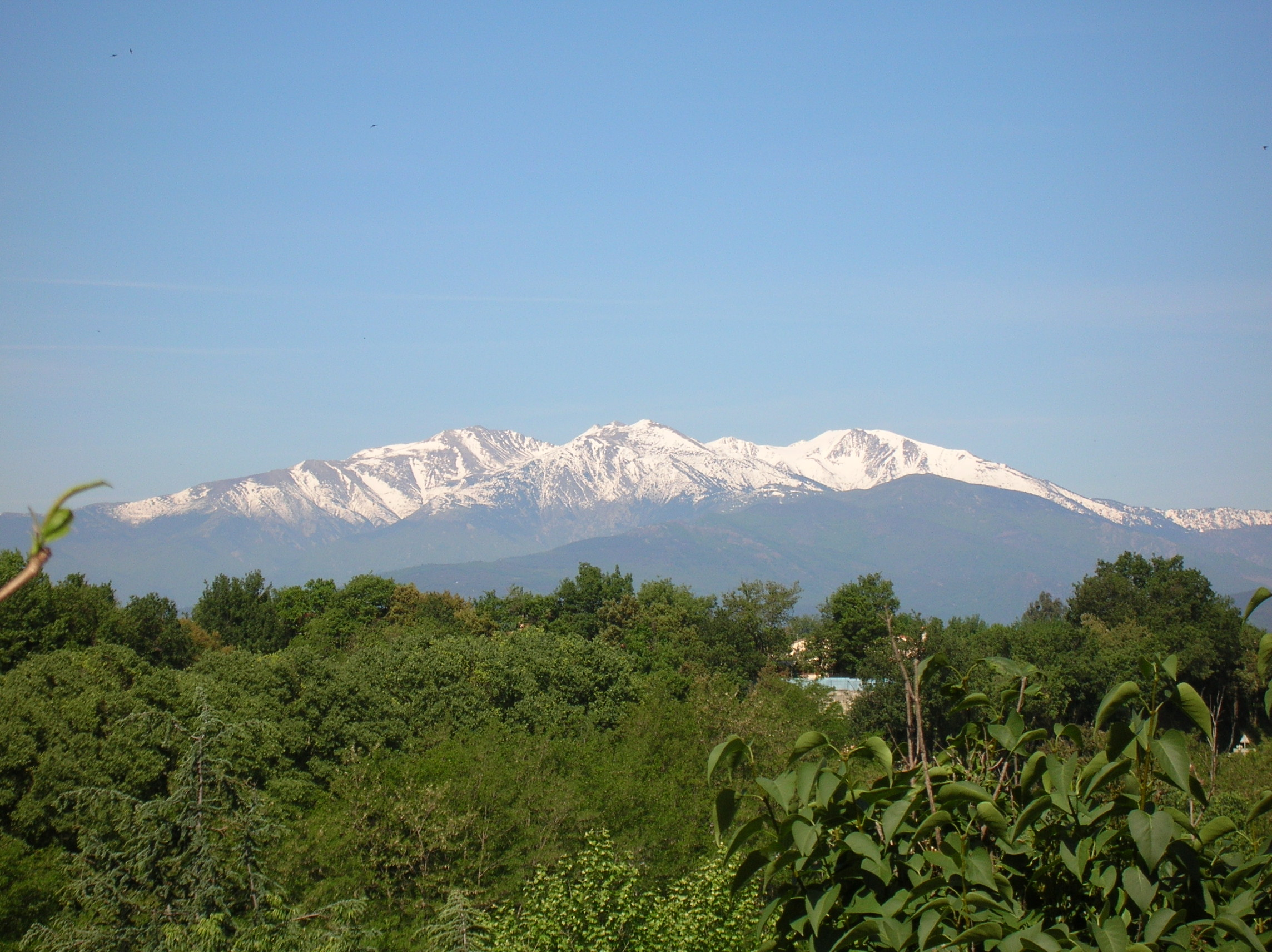
El Canigó vist des de Morellàs

Sant Martí de Fenollar va ser fusionat el 1823 amb Morellàs. El mateix any, la Selva va ser fusionat amb les Illes. Les Illes i Riunoguers van ser fusionats el 1972 amb Morellàs.

### Antic terme de Morellàs

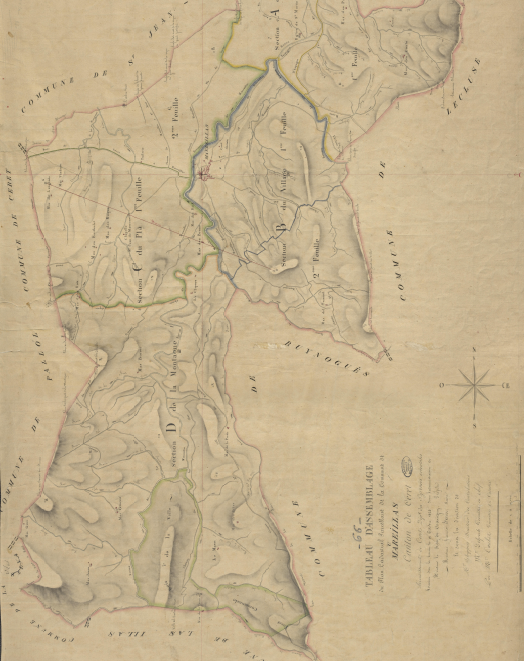
L'antic terme de Morellàs en el Cadastre napoleònic del 1812 (Arxius Departamentals dels Pirineus Orientals, ADPO)

L'antic terme de Morellàs era el territori més extens dels tres, amb 203.000 hectàrees d'extensió. Ocupava la part més baixa del terme actual: la plana agrícola amb la vall formada al nord pel Tec i al nord-est per la Ribera de Morellàs i la Roma i el començament dels contraforts septentrionals dels Pirineus (la part més alta correspon als antics termes de les Illes i Riunoguers).
A la zona plana, coneguda com el Pla de l'Arca, formada per un conjunt de terrasses al·luvials, que només arriba a tocar el Tec en un únic punt, es concentra la major part de població i de recursos agrícoles.

#### El poble de Morellàs

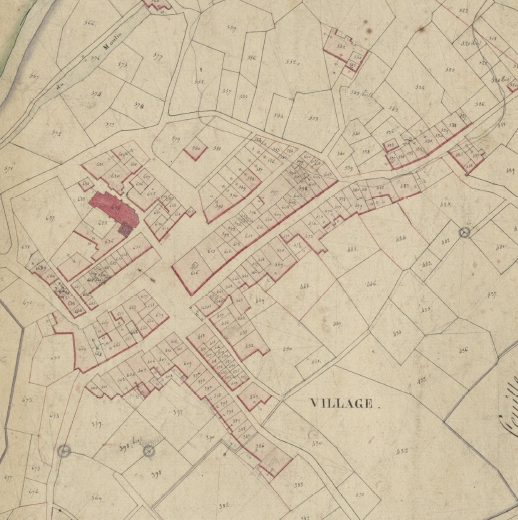
Morellàs en el Cadastre napoleònic del 1812 (ADPO)

El poble de Morellàs, lleugerament enlairat damunt de la part plana del terme, a la dreta de la Ribera de Morellàs, és un nucli arraïmat a l'entorn de l'església parroquial de Sant Esteve; en el sector sud del nucli urbà, prop de les escoles, hi ha la capella de Santa Magdalena.
A prop del poble hi havia hagut la capella de Sant Joan de Moranells, enderrocada el segle xix, de la qual no en queda ni rastre. Els seus habitants són anomenats Morellasesos.

#### El poble de Sant Martí de Fenollar

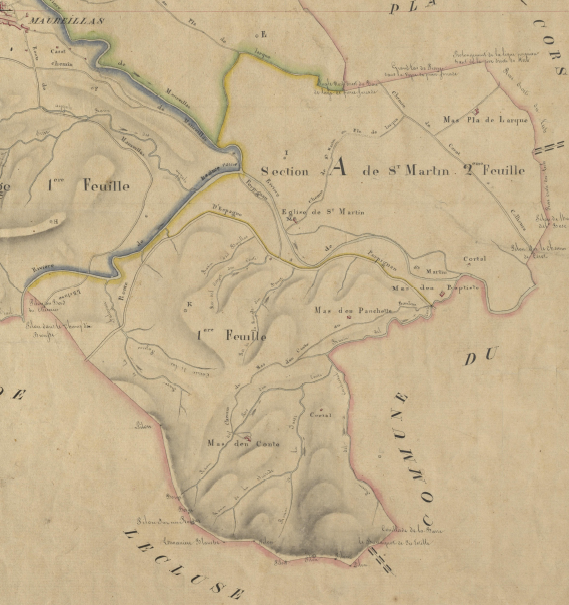
L'antic terme de Sant Martí de Fenollar en el Cadastre napoleònic del 1812 (ADPO)

Sant Martí de Fenollar havia tingut terme comunal propi, però en les reformes municipals de la dècada dels 20 del segle xix fou agregat a Morellàs, atesa la seva escassa població. El seu terme, situat quasi tot a la dreta de la Roma fins a la confluència amb la Ribera de Morellàs al Pont Roig, comprenia dos sectors: tota la part nord-est de l'actual terme de Morellàs, l'anomenat Pla de l'Arca, i un sector de l'extrem occidental de la Serra de l'Albera que representa el vessant sud-oest del Puig de l'Estella.
Incloïa el llogaret d'hàbitat dispers de Sant Martí de Fenollar, amb l'església prerromànica del mateix nom, coneguda amb el nom popular de la Maüt, que conté importants frescos romànics, i els masos dispersos del Mas d'en Baptista, el Mas d'en Peixeta i el Mas Forcada, antigament Mas Pla de l'Arca, a la plana, i el Mas d'en Conte a la zona muntanyosa del sector de llevant. No hi havia cap mena d'agrupament de població. El punt més elevat del terme era el vessant meridional del Puig de l'Estella, on arriba als 376,9 m alt, i el de menys altitud, l'extrem nord-est del terme, prop de la Font de les Alzines, a 72. L'església de Sant Martí de Fenollar és a 87,3 m alt.
En l'actualitat, aquest terme està travessat de sud a nord per la carretera general D - 900, la carretera del Pertús, i l'autopista de peatge A - 9.

### Antic terme de les Illes

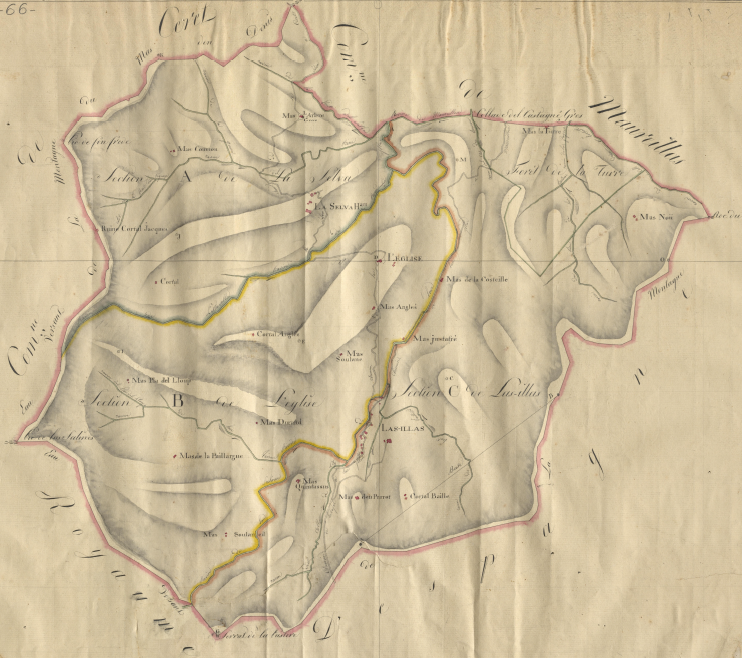
Antic terme de les Illes en el Cadastre napoleònic del 1812 (ADPO)

El terme comunal de les Illes ocupava tot el sud-oest de l'actual terme morellasenc, a la mateixa carena dels Pirineus i els vessants que en davallen cap al nord. És al sud i sud-oest de Riunoguers. Conté principalment la vall de la Ribera de les Illes. És un territori molt accidental, amb muntanyes altes i valls profundes. Hi destaquen el Puig de les Pedrisses, o Pic de les Salines, el Puig del Faig, el Coll de Lli, el Puig dels Pruners, el Coll de Manrella i el Coll del Portell. És en aquest antic terme que se situa la tradició de la Cova dels Trabucaires, tot i que la cova, pròpiament, és dins del veí terme de Ceret.

#### El vilatge deles Illes

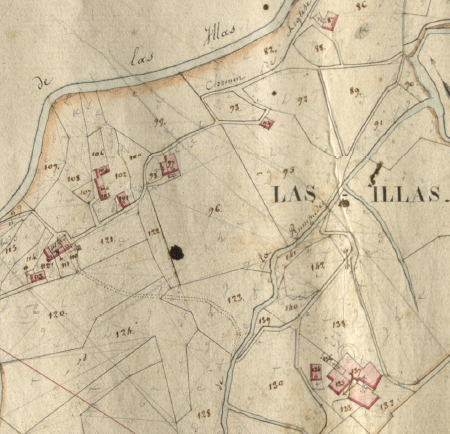
Les Illes en el Cadastre napoleònic del 1812 (ADPO)

Les Illes era un poble d'hàbitat dispers, integrat en un principi per tot un conjunt de masies a l'entorn de l'església parroquial de Santa Maria de les Illes, d'origen romànic, avui dia gairebé del tot desapareguda, i que fou substituïda per una nova església, construïda al costat mateix, dedicada a la Mare de Déu del Remei, o del Bon Remei. D'aquest primer nucli resten els propers masos de la Casa Nova, inexistent el 1812, i d'en Llençó, abans Guisset. Més allunyats al sud-oest hi havia els masos Anglès, amb un cortal, Justafré, actualment Mas del Camp Gran, d'en Saboia, Duran, Solanells, de la Pallarga i del Pla del Llop.
Més endavant el poble es desplaçà al sud, al fons de la vall de la Ribera de les Illes, on es formà el nucli actual de les Illes, amb el Mas de la Costella separat al nord, el petit nucli de les Illes i els propers masos del Batlle i d'en Perot i els més allunyat de la Torre, dels Quintassos, amb els cortals del Batlle i de la Costella, a més del Mas Nou, prop del Coll de Portells.
A més, en un dels masos, el de la Costella, hi ha també una capella, avui dia desafectada, dedicada a Sant Martí.

#### El vilatge de la Selva

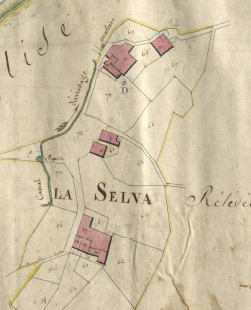
La Selva en el Cadastre napoleònic del 1812 (ADPO).

El veïnat o poble de la Selva, que gaudí d'independència municipal entre el 1790 i el 1832, està situat al nord-oest de les Illes, en un paratge força emboscat (d'on el nom del poble). El poble de la Selva, d'hàbitat dispers, és al nord-oest de la població de les Illes i a ponent del nucli de l'església d'aquest vilatge, a prop del terme de Ceret i de l'antic terme de Palol. L'antic terme és, pràcticament, la vall del Còrrec del Riu, amb el Rec de la Quera, darrer afluent de la Ribera de les Illes abans que aquesta es converteixi en la Ribera de Morellàs, en els vessants meridionals del Pic del Bolaric i els orientals del Puig de Fontfreda.
Hi pertany el Mas Comó o Comú, allunyat al nord-oest respecte del nucli principal del veïnat de la Selva, i n'havia format part també el veïnat de l'Arbre Gros, en un principi una sola masia aïllada. També són d'aquest antic terme boscs frondosos, com les nogueres de la Noguereda i el bosc de faigs del Clot de la Fajosa. A l'extrem de ponent, tanca la vall el Coll de Fontfreda, on es troba l'Estela dels evadits, i al racó sud-oest d'aquest antic terme, el Coll dels Cirerers i la partida del Cortal d'en Jaques.
Travessa el territori de la Selva la carretera D13f (Les Illes - Ceret), anomenada Ruta de Fontfreda.

#### El veïnat de l'Arbre Gros

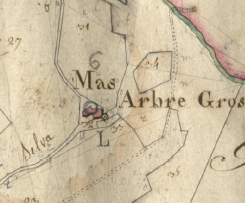
L'Arbre Gros en el Cadastre napoleònic del 1812 (ADPO)

És el veïnat més al nord de l'antic terme de les Illes. És a prop i just al nord del poble de la Selva, a l'esquerra del Còrrec del Riu, en el vessant oriental del Pic del Bolaric, en un replà situat a la carena que separa el Còrrec de la Devesa, al sud-oest, del de la Font del Salguer, al nord-est, a ponent del Solà del Mas Gener.
S'hi arriba a través d'una curta variant que surt de la carretera D13f (Les Illes - Ceret), anomenada Ruta de Fontfreda.

#### Super les Illes
Amb aquest nom artificial es coneix la moderna urbanització creada a la part més alta de l'antic terme de les Illes, a la zona fronterera amb els municipis alt-empordanesos d'Agullana i la Vajol. És al damunt i a l'est de les Illes. Si se segueix la pista que prové del Coll de Manrella, hom arriba a Super les Illes, abans de davallar cap a les Illes.

#### La Mare de Déu del Bon Remei
L'actual santuari de la Mare de Déu del Bon Remei de les Illes és l'antiga església parroquial de Santa Maria de les Illes, d'origen romànic.

### Antic terme de Riunoguers

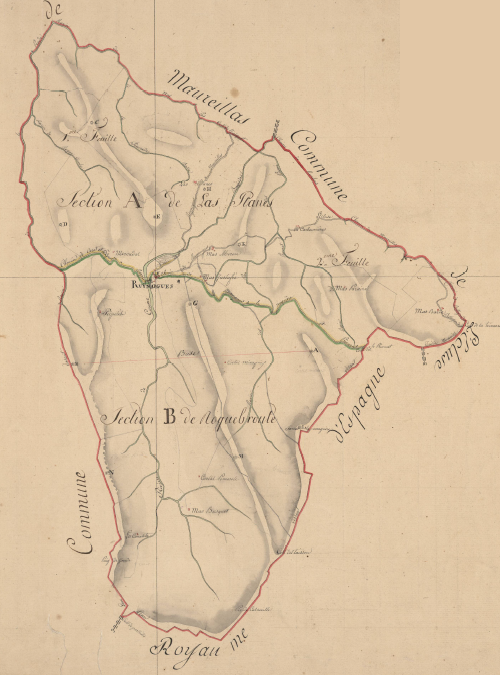
Antic terme de Riunoguers en el Cadastre napoleònic del 1812 (ADPO)

L'antic terme de Riunoguers ocupa la part sud-oriental del terme actual de Morellàs i les Illes, i està situat al sud-est del de Morellàs i al nord-est del de les Illes. Els límits sud, sud-est, est i nord-est de l'antic terme de Riunoguers coincideixen amb els actuals límits de Morellàs i les Illes, limítrofs amb la Jonquera, de l'Alt Empordà, i el Pertús, del Vallespir. Al nord i oest, l'antic terme de Riunoguers es fica com una falca dins de l'antic terme de Morellàs.
El punt més alt de l'antic terme és el Puig de Calmelles, de 735,5 m alt, a prop del seu extrem sud-est. Des d'aquest indret, el termenal meridional davalla cap al sud-oest fins al Pla de les Bateries, o del Perer, que ronda els 720 m alt, des d'on continua cap a l'oest i sud-oest fins al Coll de Portells, de, on acaba el límit comarcal i estatal.

#### El vilatge de Riunoguers

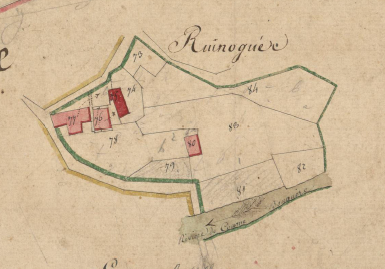
Riunoguers en el Cadastre napoleònic del 1812 (ADPO)

Riunoguers és situat al nord-oest del centre del seu antic terme, respecte de l'actual de Morellàs i les Illes, és a la zona oriental. Com els altres vilatges del terme és d'hàbitat dispers, principalment, i té un petit nucli a l'entorn de l'església parroquial de Sant Miquel de Riunoguers. Hi pertanyen els masos disseminats del Mas Llong, el Mas Miró, les Planes, les Carboneres, el Mas Quintà i el Mas de la Prada.

### El conjunt del terme comunal de Morellàs i les Illes

#### Les masies del terme
A part dels pobles i veïnats ja esmentats, el terme comunal de Morellàs i les Illes té bastants construccions aïllades, com la Barraca Roja, Calça Roig, o Mas d'en Calça Roig, la Canaleta, Can Burricot, o Can Ferrerot, Can Felipot, abans Casa d'en Marill, Can Teo, Can Xolina, la Casa Nova, o Mas de la Casa Nova, abans Mas d'en Guisset, el Casot d'en Cassanyes, el Casot d'en Pipa, la Clapera, abans Mas de la Clapera, el Cluell, a Morellàs, el Cortal, el Cortal de la Selva, el Cortal d'en Batlle, el Corral o Cortal del Comó, el Cortal del Mas Quintà, el Cortal d'en Llençó, abans Cortal Anglès, el Cortal Mirapeix, el Mas Bacana, o de l'Erra, antigament de l'Anglada, el Mas Bardes, el Mas Blanc, antic Mas Ginesta, seu de la llar d'infants, el Mas Camp Gran, abans d'en Justafré, el Mas de la Costella, el Mas de la Prada, el Mas del Batlle, el Mas del Coll de Lli, el Mas del Comó, el Mas de les Planes, el Mas del Pla de l'Arca, abans d'en Forcada, el Mas dels Quintassos, el Mas dels Solanells, abans del Solanell, el Mas del Turonell, el Mas d'en Bac, el Mas d'en Baptista, abans Cortal d'en Santó, el Mas d'en Bruno, el Mas d'en Llençó, abans Mas Anglès, el Mas d'en Perot, el Mas d'en Peixeta, el Mas Espinàs, el Mas Guisset, el Mas Llença, abans d'en Bertolet, el Mas Llong, abans Justafré, el Mas Marill, o d'en Roca, el Mas Miró, el Mas Nou, el Mas Panatxe, de Ceret, amb terres a Morellàs, el Mas Quintà, el Mas Saquer, el Mas Tadenet, abans Tadeuet, el Mas Vidaló, també de Ceret amb terres a Morellàs, el Molí d'en Raunya, abans d'en Sunyer, la Teuleria Nova, la Teuleria, o Teuleria Vella, o d'en Bac, i el Turonell, o Mas del Turonell.
Alguns són noms antics, ja desapareguts de l'ús comú d'avui dia: el Barracot de Puig de l'Estella, el Casot d'en Conte, els Casots d'en Marill, el Cortal Bertolet, el Cortal d'en Conte, o d'en Lanes, el Cortal Joanoles, el Mas Basillac, el Mas de Canta Granolles i el Mas de Comaleres, tots dos a Sant martí de Fenollar, el Molí, o Molí d'en Grimau, ; d'altres són ja en ruïnes, com el Casot d'en Bacana, el Cortal de la Costella, el Cortal de la Cova, el Cortal den Jaques, el Cortal Miró, el Cortal Pomerola, el Mas Borrec, el Mas Bosquet, el Mas de la Pallarga, el Mas de la Torre, el Mercadal, o Mas del Mercadal, el Mas del Pla del Llop, el Mas d'en Conte, el Mas d'en Genís, Peix Petit, o el Mas d'en Peix Petit, el Mas d'en Ribes, el Mas d'en Saboia, el Mas Duran, el Mas Gener, el Masot, el Mas Paraire i la Torre de Bell Ull. A les Illes hi havia el Molí d'en Sunyer, ja desaparegut.
Altres elements constructius integrants del paisatge de Morellàs són els quatre cementiris (de l'Església, de les Illes, de Morellàs i de Riunoguers), la Creu, ja desapareguda, el Dolmen de la Siureda, l'Estela dels Evadits i la Fàbrica de mobles (a l'extrem nord-oest del terme, prop dels masos Bacana i Guisset, el Monument al President Companys, al Coll de Manrella, l'Estela als evadits i l'Alberg de Muntanya i d'Etapa, els dos darrers a les Illes. També hi ha alguns ponts, molts d'ells antics: la Palanca del Molí, el Pont de Fontanilles, el Pont de la Falgosa, el Pont de la Mort (nom antic), el Pont de Morellàs, el Pont de Nierga i el Pont Roig. Cal esmentar la capella del Mas de la Costella, Sant Martí del Mas de la Costella.

#### Hidrografia
Els antics termes de Morellàs i de les Illes estan vertebrats per un curs d'aigua principal, amb totes les seves afluències, que davallen de les carenes de muntanyes que en delimiten la vall. Es tracta de la vall de la Ribera de Morellàs, formada a la part alta, meridional, per la Ribera de les Illes que són, de fet, continuïtat una de l'altra. Un cas diferent és la vall on es troba Riunoguers, vall tancada drenada pel Còrrec de la Coma Boquera, que és afluent de la Roma.
La Ribera de les Illes neix en el terme municipal de Maçanet de Cabrenys, en una petita vall existent a llevant del Roc del Comptador i que discorre pel vessant meridional del Puig de les Pedrisses per tal d'entrar al cap de poc en el terme de Morellàs i les Illes en el lloc anomenat el Salt de l'Aigua, pel motiu que indica el topònim mateix. Un cop ja dins del Vallespir, la Ribera de les Illes va rebent els còrrecs dels Conills, de la Trapera, de les Tines i del Pla del Llop, del Coll de les Uixes (tots per l'esquerra), del Coll de Lli, de la Rompuda, de Prat Pellisser, del Batlle, del Clot dels Prats (per la dreta), fins al gran meandre de Roc Corder, una mica abans d'entrar a l'antic terme de Morellàs. Abans, però, encara rep per l'esquerra el Còrrec dels Rodolers, que hi aporta el Clot de la Font, el Clot de les Castanyeres, el Clot del Pas del Faig de Blanquer i el Còrrec de l'Estràbol. En aquest punt, just a migdia del Roc Corder, la Ribera de les Illes passa a ser Ribera de Morellàs.
Ja com a Ribera de Morellàs, rep per l'esquerra el Còrrec del Riu, o Riu del Salguer, que duu les afluències dels clots de la Fajosa, de la Font d'en Bricoia, de Fontfreda, el Rec del Mas del Comó, el Rec de l'Escurçó, el Rec de la Noguereda i el Rec de la Quera, que formen el Rec de Fontfreda abans d'esdevenir Riu del Salguer; ja en aquest riu, encara rep el Còrrec de la Font del Salguer i el del Solà del Mas Gener. Tot seguit, rep per la dreta el Còrrec dels Clots dels Burros, i per l'esquerra el Còrrec de Prat Lloser, el del Clot dels Polls, el de la Siureda, després per la dreta el del Pont de Nierga, amb els de la Font del Ruc, de les Envolades, del Coll de Portells, del Mas Nou, del Bac de les Bardes, de la Fajosa i dels Moixalets.
Més endavant, per l'esquerra el del Bruguer i el del Mas Borrec, i després per la dreta, el Còrrec de les Prades i el del Mal Pas, com a principals. El primer hi aporta el de Roca Corba i el del Mas Quintà, i el segon, els de la Siureda Baixa i el del Turonell. Arribant al poble de Morellàs, aflueix per la dreta el Còrrec de la Costa de Pena, i en el poble mateix, el de la Ferrera; per l'esquerra, el Còrrec del Mas d'en Bac. Ja bastant al nord-est del poble de Morellàs, en la zona més plana del terme, s'hi aboca per la dreta la Roma. En aquesta zona la Ribera de Morellàs rep encara un altre nom: Ribera de Sant Martí, que és la que s'aboca en el Tec.
Aquest darrer curs d'aigua té uns quants afluents que procedeixen del terme de Morellàs i les Illes. Al nord del terme, en terres dels pobles de Morellàs i de Sant Martí de Fenollar, la Roma rep per la dreta el Còrrec de la Falgosa i el de les Passeres, molt junts, el Rec de la Gandola i el del Gorg de Dalt, propers i paral·lels, el del Casot d'en Conte, el d'en Basillac, el de la Roureda d'en Brunet, el d'en Cadell i el del Bac, i després el Còrrec del Carbassal, que ve dels vessants meridionals i sud-occidentals del Puig de l'Estella, amb l'aportació del Rec del Mas d'en Conte, el de la Siureda i el de la Jaça. Per l'esquerra, la Roma ha rebut, a llevant del vell terme de Riunoguers primer i del de Morellàs després, el còrrec que vertebra l'antiga comuna de Riunoguers, el Còrrec de Coma Boquera. Aquest còrrec es forma al sud del terme, sota el Puig de la Calmella, dels vessants septentrionals del qual davallen el Còrrec de la Font del Vern, el del Camp del Bosc, el de la Font del Rai i la Corregada. Ja format el Còrrec de Coma Boquera, rep tot de petits còrrecs de curt recorregut, fins que, poc abans de sortir del terme, li arriba per la dreta el Còrrec del Priorat, amb el del Prat dels Portells unit, que baixen de la zona compresa entre el Pic del Priorat, el Puig de la Parreguera i el Puig del Coll del Teixó. El Còrrec de Coma Boquera s'aboca a la Roma en terme de les Cluses, just a la Clusa d'Avall.
Al nord del terme, a llevant del poble de Morellàs, entre aquest i el límit del terme, hi ha un altre afluent de la Roma. Es tracta del Còrrec dels Aiguals, que aporta els còrrecs de la Ferrera, de la Jaça i de la Serra i, més a llevant, el del Trull. A part, en el sector nord-occidental del terme, a pont de Morellàs, hi ha un sistema de còrrecs que aflueixen en el Tec a dins del terme de Sant Joan de Pladecorts. A part del Còrrec de Font Blanca, termenal a l'extrem nord-oest, hi ah el Còrrec del Palau, amb els del Tadeuet, de les Burgueres, d'en Calça Roig, del Clot del Puig de Garbuix, dels Lladres i de la Castanyeda.

#### Orografia
Un terme comunal tan accidentat com el de Morellàs i les Illes té nombrosos topònims que indiquen les seves formes de relleu. Així, s'hi troben obagues: el Bac, el Bac de la Rompuda, el Bac de les Bardes, el Bac d'en Cardona; boscs: el Bosc de la Torre, o Bosc Comunal de Morellàs i les Illes, el Bosc de la Vila (també comunal), el Bosc de la Vila (un altre), el Bosc del Mas Miró, el Bosc d'en Garriga, el Bosc d'en Pipa, el Bosc Mal, la Roureda d'en Brunet, la Siureda (dues de diferents), la Siureda Baixa, la Siureda d'en Forcada (nom antic, desapareguda); Clots: el Clot de Fontfreda, el Clot de Font Grossa, el Clot de la Fajosa, el Clot de la Font, el Clot de la Font d'en Bricola, el Clot de les Castanyeres, el Clot del Pas del Faig de Blanquer, el Clot del Poll, el Clot del Quintà, el Clot dels Burros, el Clot dels Polls, el Clot dels Prats, el Clot del Puig de Garbuix (compartit amb Ceret), els Clots dels Burros, els Clots d'en Benet; colls: la Collada de la Barra, la Collada de la Torre, o Coll de la Torre, o Coll del Castanyer Gros, la Collada de l'Estràbol, el Coll de la Biga, el Coll de Fontfreda, el Coll de les Cordes, el Coll de les Trinxeres, el Coll de les Uixes, el Coll del Figuer, el Coll de Lli, el Coll del Pomer, el Coll del Priorat, el Coll del Rialguet, el Coll dels Cirerers, el Coll del Solà de la Freixeneda, el Coll del Teixó, el Coll de Manrella, el Coll de Portells i el Collet de la Balma; comes: Coma Boquera; costes: la Costa de les Escales, la Costa de Pena, la Costa de Pena Alta; coves: la Cova dels Trabucaires; muntanyes: Pic del Bolaric, abans Puig del Bolaric, Pic de les Salines, o Puig de les Pedrisses, Pic del Priorat, Puig d'Aguda, Puig de la Calcina, Puig de la Calmella, Puig de la Parreguera, Puig del Coll del Teixó, Puig de l'Església, Puig de les Saleres, Puig de l'Estella, Puig del Faig, Puig del Trull, Puig dels Pruners, Puig de Sangles, Puig de Turonell, Puig Forcat, Puig Negre; planes: Pla Capità, Pla de la Llosa, Pla de l'Arca, Pla de la Prada, Pla del Bosc, Pla del Bruguer (dos de diferents), Pla del Civadar, o de la Civada, Pla del Llop, Pla de l'Estràbol, Pla dels Perers, Pla Ferriol, les Planes; serres: la Serra, la Serra de la Freixeneda, la Serra del Mas d'en Denís (nom antic), la Serra de l'Avellanosa, el Serrat de Fontanilles, el Serrat de Galós, el Serrat de la Guarda, el Serrat de la Parreguera, el Serrat de la Pastera, el Serrat de les Burgueres, el Serrat del Mig, el Serrat del Piló, el Serrat d'en Conill, el Serrat d'en Simó, el Serrat d'en Trilles, el Serrat de Pruners i el Serrat Pelat; solanes: el Solà del Mas Gener, el Solà del Piló, el Solà d'en Catllar, el Solà d'en Llobes, els Solanells i la Solana.

#### El terme comunal
Les partides o indrets específics del terme de Morellàs i les Illes són els Aiguals, l'Alzina del Senyor, l'Artiga, la Barraca d'en Cabanes, la Biga, el Bruguer, les Burgueres, Calça Roig, la Calmilla, Camí de Sant Joan, el Camp de la Costa, el Camp de la Creu, el Camp de la Mola, el Camp del Bosc, el Camp de les Figueres, el Camp de les Perdius, el Camp Gran, el Camp Gran de la Teuleria, el Camp Llong, el Camp Pedrós (nom ja en desús), el Camp Ron, la Canaleta, Canta Granolles (nom antic), Can Toé, les Carboneres, la Clapera, la Closa d'en Joan Pere, el Coll de Lli, la Colomina de les Eres, Comaleres, el Comú, el Cortal del Batlle, el Cortal d'en Jaques, el Cortal Mirapeix, el Cortal Miró, la Creu d'en Corder, la Devesa, les Envolades, l'Església, l'Esquerrota, l'Estanyol (dos de diferents), la Fajosa, la Fajosa Alta (tots dos noms antics), la Falgosa, el Falguer, les Fangueres, la Farga, les Feixes, les Femades, la Ferreta, Fontanilles, la Font Blanca, la Garriga del Mas Quintà, la Gran Roca, les Hortes, la Jaça, la Malesa, les Maleses, el Mas Bardes, el Mas Borrec, el Mas de la Costella, el Mas de la Pallarga, el Mas de la Prada, el Mas de l'Arbre Gros, el Mas del Comó, el Mas del Mercadal, el Mas dels Quintassos, el Mas d'en Bac, el Mas d'en Baptista, el Mas d'en Bruno, el Mas d'en Conte, el Mas d'en Genís, el Mas d'en Peixeta, el Mas d'en Perot, el Mas d'en Savoia, el Mas d'en Ribes, el Mas Duran, el Mas Françós, abans Mas Ginesta, el Mas Gener, el Mas Llong, el Mas Miró, el Mas Nou, el Masot, el Mas Paraire, Mata Rodona, la Maüt, Mitja Sola, la Navarreta, la Noguereda, l'Oliveda dels Forcada, el Palau, el Palau d'en Bacana, el Pas del Cavall, el Pas del Rec, Pedra Blanca, les Pedregoses, la Plançonada, el Pont de Fontanilles, el Pont de Nierga, el Pont Roig, les Prades, el Prat de la Farga, el Prat dels Pomers, el Prat Gran, el Prat Pallisser, el Priorat, la Quera, els Quintassos, Roca Bruta (dues de diferents), Roca Corba, Roc Corder, Roc Gallerser, la Roma, el Retorn, el Roire Verd, el Salt de Monars, Santa Palet, Sant Joan de Moranells, el Siure de la Costa dels Frares, el Siure dels Trabucaires, les Timoneres, la Torre de Bell Ull (nom antic), el Trull, el Turó, el Turonell, les Verderes, la Vinyassa, les Vinyes del Turonell, les Vinyes d'en Grau i les Vinyes de Sant Martí.
Alguns dels topònims indiquen senyals termenals: l'Arbre Gros, la Creu de la Fajosa, la Creu de la Fajosa Alta, la Creu del Còrrec del Mas Nou, quatre llocs anomenats simplement el Piló, el Piló de la Font Blanca, el Piló de la Calmilla, el Piló del Bolaric, el Piló del Bosc d'en Flors, el Piló del Camí de Ceret, el Piló del Camp d'en Brossa, el Piló del Conilló, el Piló de l'Horta dels Bocs, el Piló del Puig de les Saleres, el Piló del Serrat de les Burgueres, el Piló del Serrat de Galós, el Piló del Serrat d'en Simó, o, simplement, Piló d'en Simó, el Piló dels Planters, el Piló dels Quatre Termes, o del Puig de l'Estella, el Piló del Trull, o del Serrat del Trull, el Piló del Turonell, el Piló d'en Grau, el Piló de Palol, o del Serrat del Piló, els Pilons de les Timoneres, el Roc del Serrat del Mas d'en Denís (nom antic), el Siure, la Termenera del Puig de les Saleres, la Termenera, o la Pedra, Blanca, la Vinya d'en Forcada i la Vinya d'en Justafré.

### Fites frontereres
En el terme de Morellàs i les Illes hi ha tretze fites frontereres: les que porten els números 554, 555, 556, 557, 558, 559, 560, 561, 562, 563, 564, 565 i 566, la primera al límit amb Maçanet de Cabrenys, les quatre següents al límit amb la Vajol, les altres quatre següents, al límit amb Agullana totes nou dins de l'antic terme de les Illes, i les quatre darreres al límit amb la Jonquera i dins de l'antic terme de Riunoguers. La 554 és al Salt de l'Aigua, a la capçalera de la Ribera de les Illes, la 555, al Pla de la Pastera, la 556, al Serrat Pelat, la 557, al Coll de Lli, la 558, al Pla de la Llosa, la 559, al Coll de Manrella, la 560, al Pla Ferriol, la 561, al Coll de la Closa d'en Joan Pere, la 562, al Coll de Portells, la 563, al Coll del Teixó, la 564, al Coll del Pomer, la 565, al Coll del Priorat, i la 566, en el vessant nord-est del Pic del Priorat.

## Transport

### Vies de comunicació antigues
Travessava l'extrem nord-est de l'antic terme de Morellàs la Via Domícia, que enllaçava Hispània amb Roma. El seu traçat procedia del terme de les Cluses, i en aquest tram coincideix pràcticament del tot amb la carretera D900.

### Carreteres
Les carreteres que solquen el terme comunal de Morellàs i les Illes són diverses, principalment concentrades a l'extrem nord-est del terme: l'A9 (Aurenja - el Pertús), anomenada la Catalana, que enllaça cap al sud amb l'autopista espanyola A-7. D'altra banda, la D900 (Salses - el Pertús, que té també continuïtat cap a l'interior de la Catalunya del sud per la carretera N-II. Encara, les carreteres D618 (D900, a Morellàs i les Illes - D115, a Ceret), que enllaça Sant Martí de Fenollar, Morellàs i Ceret.
Com a carreteres locals s'hi troben la D13B (D900, a les Cluses - Morellàs), que enllaça Morellàs amb les Cluses i, en aquell terme, amb la D900, la D13 (les Illes - Llauró), que uneix les Illes amb Morellàs, cap al sud, i amb Sant Joan de Pladecorts, Vivers i Llauró, cap al nord-oest. De les Illes surt, encara, la carretera D13f (les Illes - Ceret), per la muntanya. La carretera de Riunoguers no té codi numèric departamental, i surt cap al sud-est des de la carretera D13 a prop al sud de Morellàs.

### Transport col·lectiu per carretera
Morellàs i les Illes té un transport en autobús gràcies diverses línies de Le bus à 1 €, servei departamental. D'una banda, hi ha la línia 301, que relliga Perpinyà, el Voló, les Cluses i el Pertús. L'autobús circula quatre vegades al dia en cada direcció, de dilluns a dissabte; diumenge i festius, sense servei.
D'altra banda, hi ha la línia 300/340, de Perpinyà a Arles, la 340/341, de Perpinyà a la Presta, i la 401, de Ceret a Argelers de la Marenda.
Les Illes té un servei el divendres, amb un vehicle de 4 a 19 places posat en servei pel Consell General del Departament. Cal reservar-lo trucant almenys dos dies abans al Consell General. Parteix a les 9 del matí de les Illes i passa 20 minuts més tard per Morellàs. A la tornada, passa a tres quarts i cinc per les 5 per Morellàs, i arriba a un quart de 6 a les Illes. Riunoguers només té un servei a la demanda.

### Els camins del terme
A part de les carreteres abans esmentades, a nivell intern, s'hi troben la Ruta de les Illes i la Ruta de Riunoguers, anomenada de Morellàs al poble de Riunoguers. Recorre el sector oriental la Ruta Militar. Pel que fa als camins, n'hi ha d'interns, com el Camí de Bosc Mal, el de Calça Roig, el de Can Xolina, el de la Barraca Roja, el de la Biga Barallada, el de la Clapera, el de la Costa dels Frares, el de la Serra, el del Bosc d'en Garriga, el del Coll de Portells, el de les Burgueres, abans de Calça Roig, el de l'Estràbol, el del Mas del Comó, el del Mas d'en Conte, el del Mas d'en Savoia, el del Mas Françós, el del Mas Ginesta, el del Mas Nou, el del Pla del Bruguer, el del Trull, el Camí, o Ruta de Morellàs des de les Illes, el de Peix Petit, el de Riunoguers, el de Sant Martí, o del Pla de l'Arca, o del Mas d'en Forcada, el Camí Vell de la Selva. Els camins que enllacen aquest terme amb els dels voltants són el Camí de Ceret al Mas d'en Calça Roig, el de Cotlliure a Ceret, el de la Vajol, el de les Cluses, el de les Prades, o de Riunoguers a Ceret, el Camí de Morellàs a Bellaguarda, o de Panissars, el de Sant Joan, el Camí Vell de la Selva a Ceret, abans Camí de Palol, i la Travessa de les Cluses.

## Activitats econòmiques
Morellàs i les Illes és una comuna essencialment agrícola. En el terme sencer hi ha més de cent explotacions agràries, que ocupen unes 650 hectàrees, Més de la meitat, que corresponen quasi totes a la zona muntanyosa, són dedicades a farratges i a pastures. Els arbres fruiters són el conreu més gran, principalment a la zona plana, i hi predominen els cirerers, tot i que també hi ha presseguers, pomeres, albercoquers i pereres. Les hortalisses es concentren a les zones regades pel riu, i cobreixen unes quasi testimonials 3 ha; igualment s'esdevé amb els cereals, que no s'estenen més enllà de 2 ha. La vinya representa el segon conreu més important, amb unes 200 ha, dues terceres parts dedicades a vins de denominació d'origen controlada, i un terç per a vins comuns. Pel que fa al cens animal, predominen les ovelles i marrans, amb més de 700 caps, mentre de cabres i bocs, n'hi ha uns 200 caps. Els bovins són molt escassos, amb a penes mitja dotzena d'animals i els equins una mica més: arriben a la dotzena.
En els entorns de Morellàs hi ha algunes indústries, sobretot dedicades a la construcció, als mobles i al treball del ferro. Els serveis turístics s'ofereixen en dos hotels, sis càmpings a Morellàs i un a Sant Martí de Fenollars. Catorze cases d'allotjament rural, un alberg municipal, i quatre cambres d'hostes a més de cases de colònies completen l'oferta.

## Història
La història dels tres antics terme comunals que constitueixen actualment la comuna de Morellàs i les Illes és prou diferent fins al 1972, de manera que està tractada en cadascun dels tres articles de Morellàs, les Illes i Riunoguers.

## Demografia

### Demografia antiga
La població està expressada en nombre de focs (f) o d'habitants (h)
| 1355 | 1359 | 1365 | 1378 | 1470 | 1515 | 1553 | 1720 | 1730 | 1755  | 1767  | 1774 | 1789  |
| 56 f | 69 f | 56 f | 60 f | 40 f | 32 f | 34 f | 89 f | 98 f | 119 f | 585 h | 98 f | 120 f |

### Demografia contemporània
Del 1793 al 1831, Morellàs sol. Del 1836 al 1968, Morellàs més Sant Martí de Fenollar. Del 1975 als nostres dies, aquests dos pobles, amb l'afegitó de tots els altres actualment inclosos en el terme de Morellàs i les Illes: les Illes, la Selva i Riunoguers.
| Evolució de la població |      |      |      |      |      |      |       |       |
| 1793                    | 1800 | 1806 | 1821 | 1831 | 1836 | 1841 | 1846  | 1851  |
| 360                     | 427  | 594  | 750  | 903  | 943  | 974  | 1.019 | 1.047 |

| 1856  | 1861  | 1866  | 1872  | 1876  | 1881  | 1886  | 1891  | 1896  |
| ----- | ----- | ----- | ----- | ----- | ----- | ----- | ----- | ----- |
| 1.115 | 1.199 | 1.239 | 1.407 | 1.487 | 1.502 | 1.348 | 1.375 | 1.386 |

| 1901  | 1906  | 1911  | 1921  | 1926  | 1931  | 1936  | 1946  | 1954  |
| ----- | ----- | ----- | ----- | ----- | ----- | ----- | ----- | ----- |
| 1.333 | 1.308 | 1.324 | 1.239 | 1.177 | 1.216 | 1.120 | 1.081 | 1.068 |

| 1962  | 1968  | 1975  | 1982  | 1990  | 1999  | 2006  | 2011  | 2014  |
| ----- | ----- | ----- | ----- | ----- | ----- | ----- | ----- | ----- |
| 1.093 | 1.108 | 1.370 | 1.906 | 2.037 | 2.281 | 2.546 | 2.672 | 2.633 |

Fonts: Ldh/EHESS/Cassini fins al 1999, després INSEE a partir deL 2004

### Evolució de la població

Població 1962-2008

## Administració i política

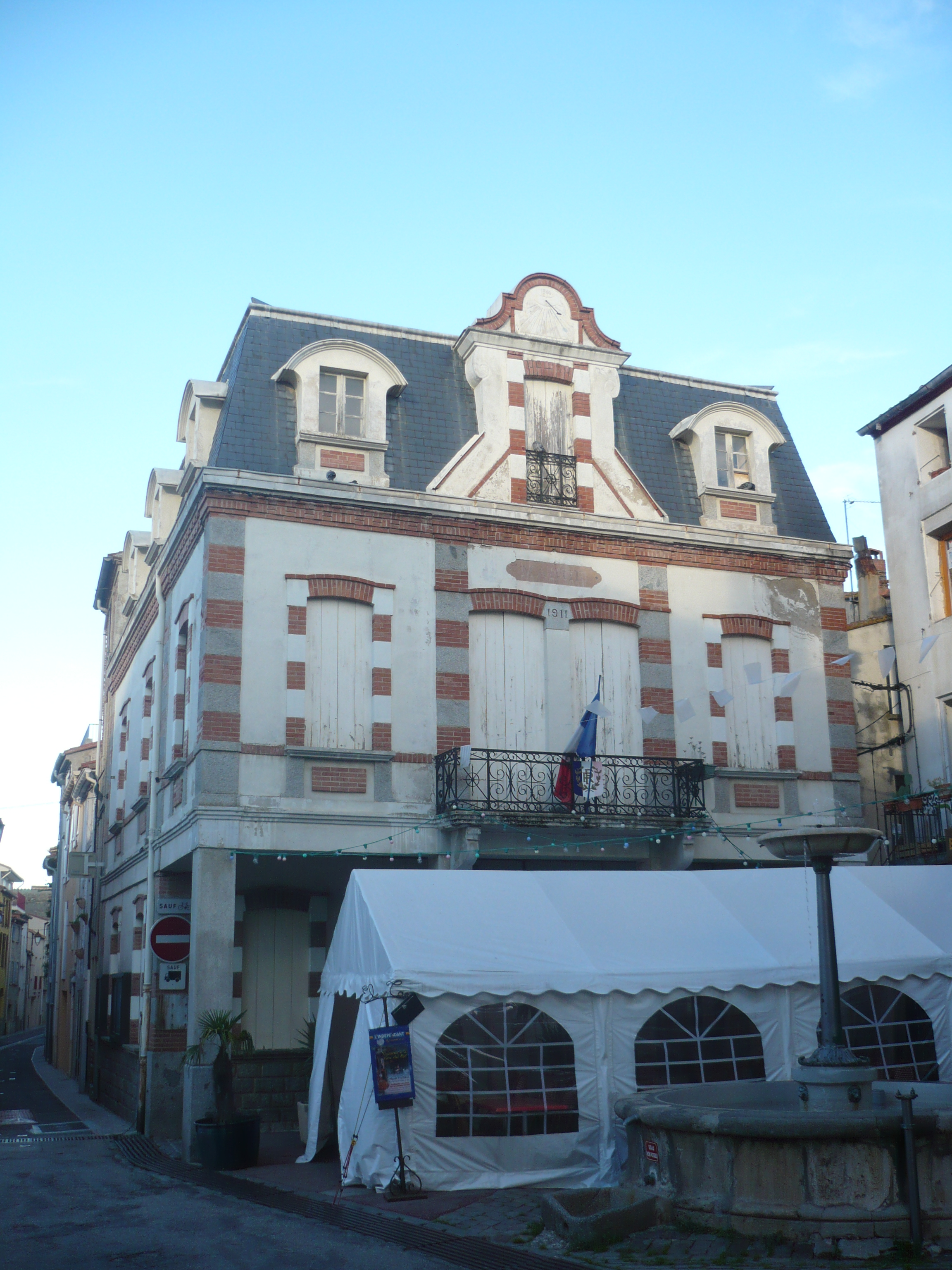
Antiga Casa del Comú

### Batlles
Llista de batlles
| Alcalde           | Període                       |
| ----------------- | ----------------------------- |
| Jean-Daniel Aniot | 1989 - març del 2008          |
| André Bordaneil   | Març del 2008 - Moment actual |

### Legislatura 2014 - 2020

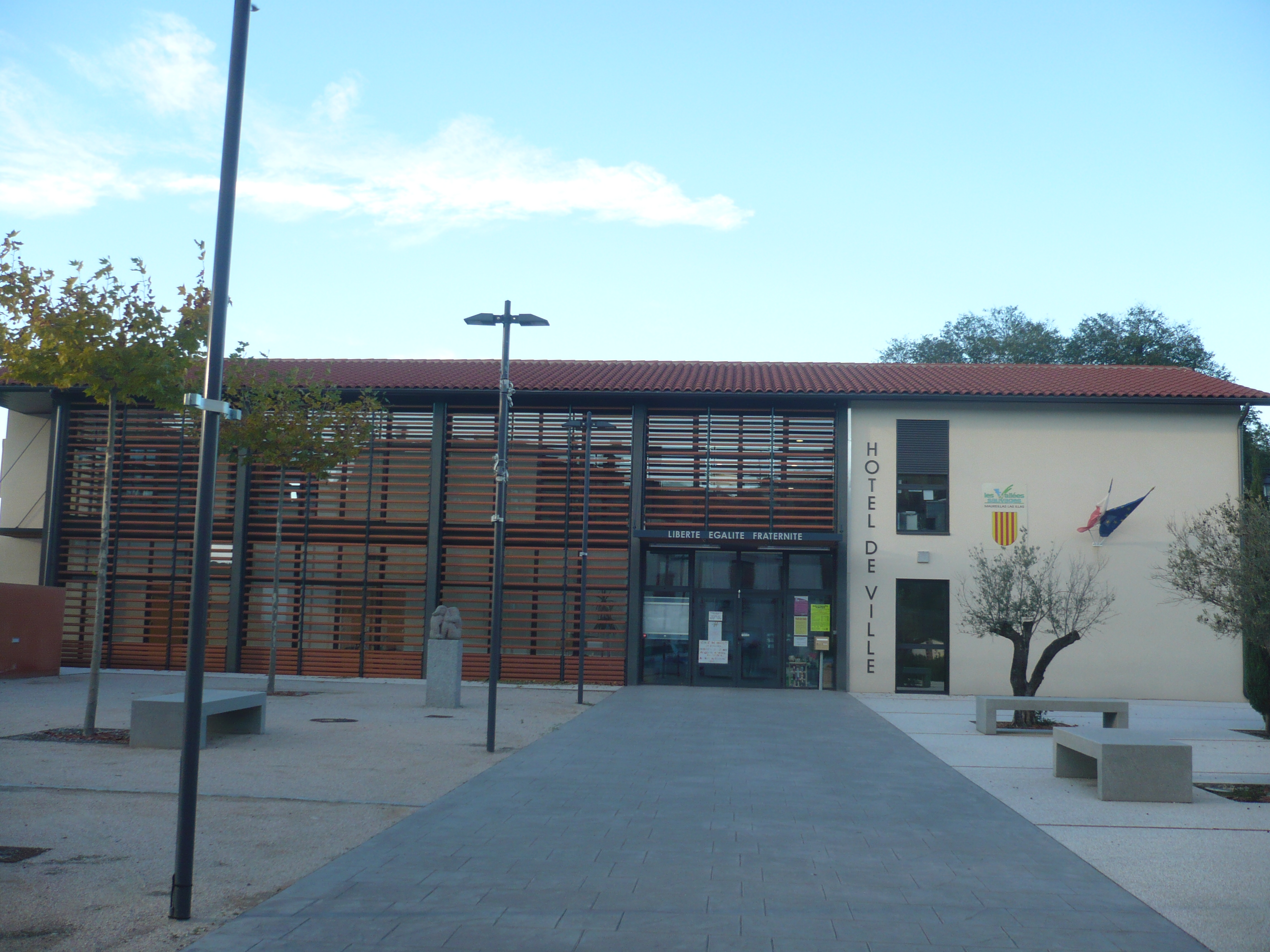
Actual Casa del Comú

#### Batlle
- André Bordaneil.

#### Adjunts al batlle[21]
- 1r: José Payrot, encarregat de Finances, Personal i Seguretat
- 2a: Martine Laporte, encarregada del CCAS i de les Associacions caritatives
- 3r: Armand Malirach, encarregat de la Comissió d'obres comunals i intercomunals, Accessibilitat i Seguretat
- 4t: Jean-Jacques Saupique, encarregat d'Urbanisme, Finances, Aigua potable i Aigües brutes
- 5a: Carmen Soler, encarregada de Vida associativa, Agermanaments i Catalanitat
- Adjunt de les Illes: Michel Zielyk, encarregat de Via pública i Defensa.

#### Consellers municipals
- Antoine Coppolani, conseller delegat de Joventut, Esports i Formació professional
- Georges Erre, conseller delegat d'Entorn, Boscs, Agricultura i Pla de Planificació d'Espais Naturals
- Michel Kluska, conseller delegat d'Escoles, Cultura, Turisme i Patrimoni
- Martine Coste, consellera delegada de Comunicació i Informàtica
- Danielle Lhuillery, consellera delegada de Desenvolupament durador i de Transició energètica
- Nicolas Bataille, conseller
- Alexandrine Brugat, consellera
- Florence Camps, conseller
- Margaret Howson, consellera
- Jean Ortiz, conseller
- Samia Mahe, consellera
- Philippe Maydat, conseller
- Mélodie Raymond-Ribas, consellera
- Christophe Simon, conseller
- Francine Vehi, consellera
- Vincent Panabières, conseller.

### Adscripció cantonal

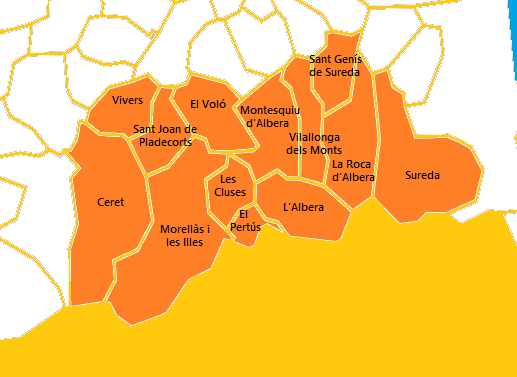
Mapa del Cantó de Vallespir - Albera

A les eleccions cantonals del 2015 Morellàs i les Illes ha estat inclòs en el cantó denominat Vallespir - Albera, amb capitalitat a la vila de Ceret, i amb la vila del Voló i els pobles de l'Albera, les Cluses, Montesquiu d'Albera, Morellàs i les Illes, el Portús, la Roca d'Albera, Sant Genís de Fontanes, Sant Joan Pla de Corts, Sureda, Vilallonga dels Monts i Vivers.
Hi han estat escollits com a consellers departamentals Martine Rolland, del Partit Socialista, vicepresident del Consell departamental, i Robert Garrabé, també del Partit Socialista, batlle de Sant Joan de Pladecorts i vicepresident del Consell departamental.

## Educació i Cultura

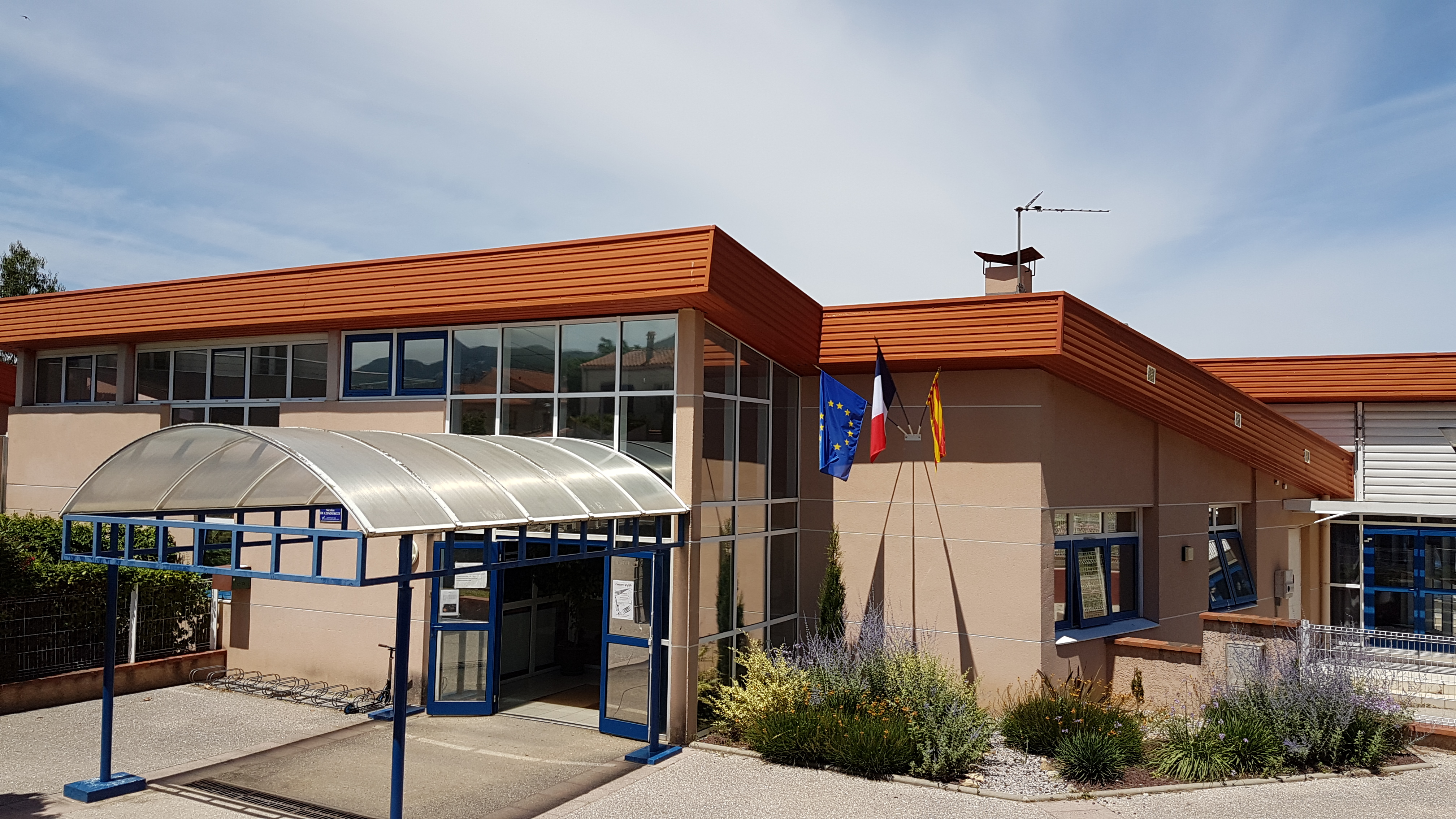
La moderna llar d'infants Els patufets

A Morellàs hi ha la llar d'infants Els patufets, edifici modern i pràctic, una escola pública maternal, la Nicolas de Condorcet i una escola pública elemental, la Laurent Pianelli. Els estudis de secundària i de batxillerat es poden seguir a Ceret, principalment. A Morellàs, complementant les escoles, hi ha Biblioteca Municipal i un Centre d'esplai.

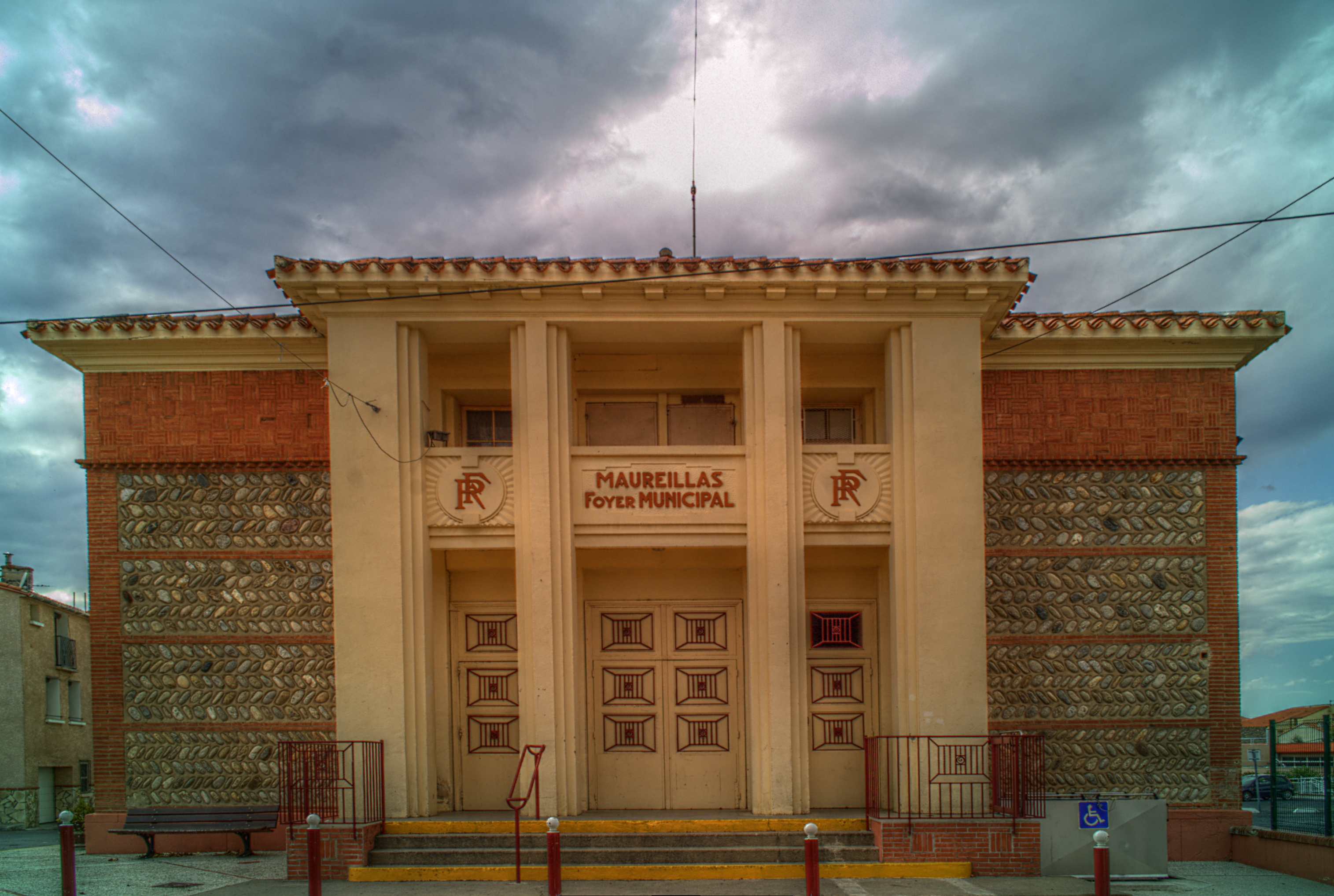
El Casal municipal

El Casal Municipal de Morellàs és especialment actiu per la quarantena d'associacions del poble, de tota mena, des d'esportives, musicals o d'antics combatents fins a entitats de solidaritat.

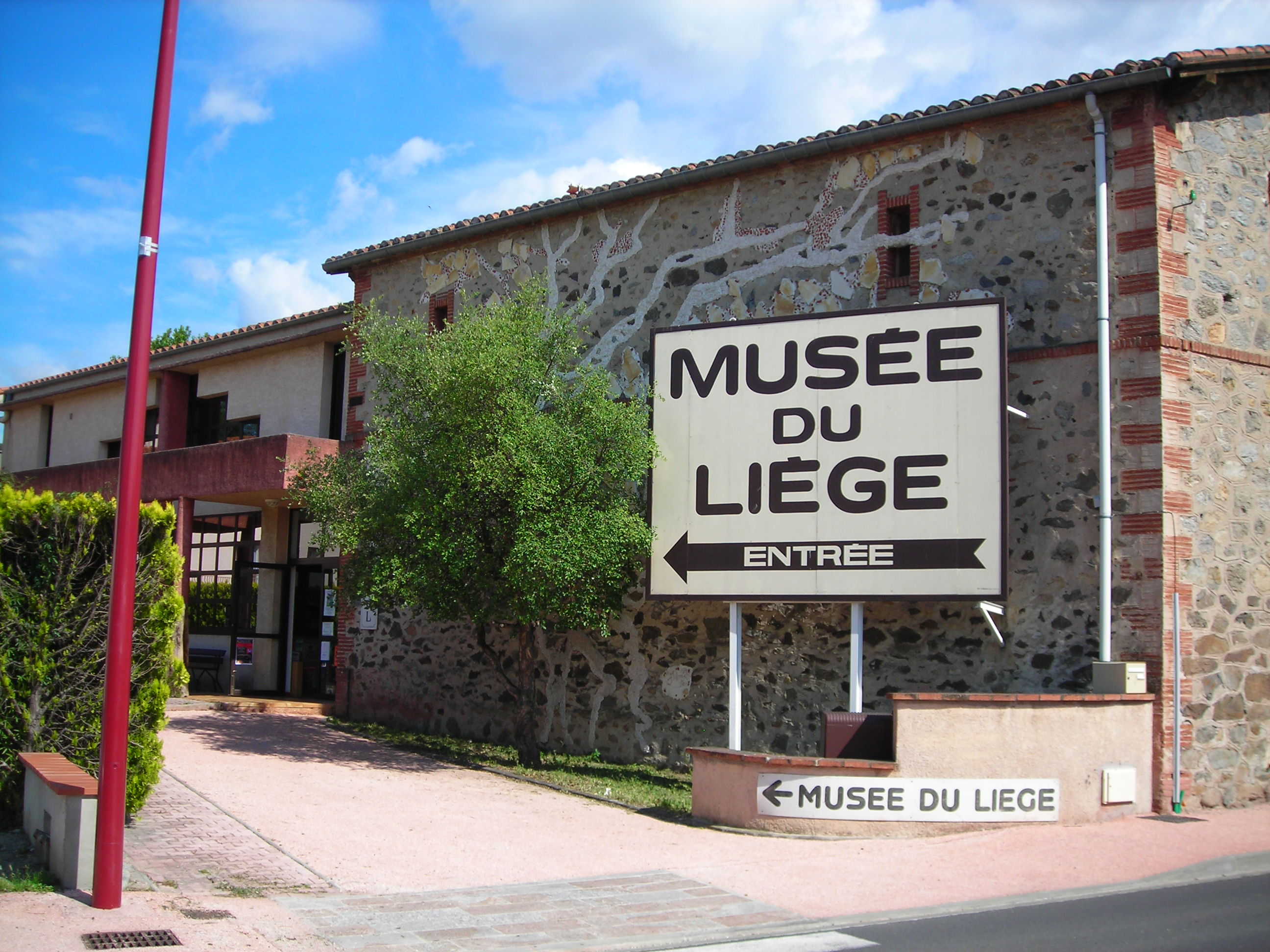
El Museu del Suro

Morellàs posseeix un museu pràcticament únic a França: el Museu del Suro. Va ser fundat per antics fabricants de taps, està dedicat a la que fou principal activitat de Morellàs fins a mitjan segle xx. S'hi troben les eines i màquines que es feien servir en tot el procés de tractament del suro, des de l'arbre fins a l'ampolla.

## Llocs d'interès
- Sant Martí de Fenollar
- Sant Esteve de Morellàs
- Sant Miquel de Riunoguers
- Museu del Suro
- Dolmen de la Siureda
- Torre Bel Ull

## Fills il·lustres
- Lluís Carbonell i de Ferràs (?-1795): aristòcrata i militar al servei del rei Ferran VI
- Camille Fourquet (1890-1965): professor i membre de la Resistència nord-catalana durant la Segona Guerra Mundial
- François Dabouzi: (1907-1987), nascut a Reiners, hostaler i batlle de Morellàs.